# Патрикети
Патрикети (груз. პატრიკეთი) — село в Грузии, на территории Цхалтубского муниципалитета края (мхаре) Имеретия.

## География
Село находится в западной части Грузии, на правом берегу реки Риони, на расстоянии 30 километров к юго-юго-востоку от города Цхалтубо, административного центра муниципалитета. Абсолютная высота — 84 метра над уровнем моря.

## Население
По результатам официальной переписи населения 2014 года, в Патрикети проживало 1319 человек (659 мужчин и 660 женщин). В национальной структуре населения грузины составляли 99,5 %, русские — 0,4 %, украинцы — 0,1 %.
| Год  | Население, человек |
| ---- | ------------------ |
| 2002 | 1412               |
| 2014 | ↘ 1319             |